# Aproximante dental sonora
La aproximante dental sonora es un sonido consonántico que existe en algunos idiomas hablados. El símbolo en el Alfabeto Fonético Internacional es [ð̞], que consiste en el símbolo de la  fricativa dental sonora, con un diacrítico abajo para indicar que es una aproximante. El símbolo en X-SAMPA que representa a este fonema es «D_o».

## Características
- Su modo de articulación es aproximante, lo que significa que se produce con un articulador cerca de otro (la lengua y el alvéolo dental), pero sin que se reduzca la apertura hasta el punto en que se produzca una turbulencia de aire audible.
- Su modo de articulación es dental, lo que significa que se articula con la punta o la lámina de la lengua, denominados apical y laminal respectivamente, en los dientes superiores.
- Su tipo de fonación es sonora, lo que significa que las cuerdas vocales vibran durante la articulación.
- Es una consonante central, lo que significa que se produce dirigiendo la corriente de aire a lo largo del centro de la lengua, en lugar de hacia los lados.
- Es una consonante oral, lo que significa que el aire puede escapar únicamente por la boca.
- El mecanismo de la corriente de aire es pulmonar, lo que significa que se articula empujando el aire únicamente con los músculos intercostales y el diafragma, como en la mayoría de los sonidos.

## Ocurre en
| Idioma  | Palabra | AFI       | Significado |
| ------- | ------- | --------- | ----------- |
| Español | tarde   | [ˈt̪aɾ.ð̞e] | 'tarde'     |

Este sonido es un alófono del fonema /d/ cuando está rodeado por dos vocales.